# Método del diagrama de flechas

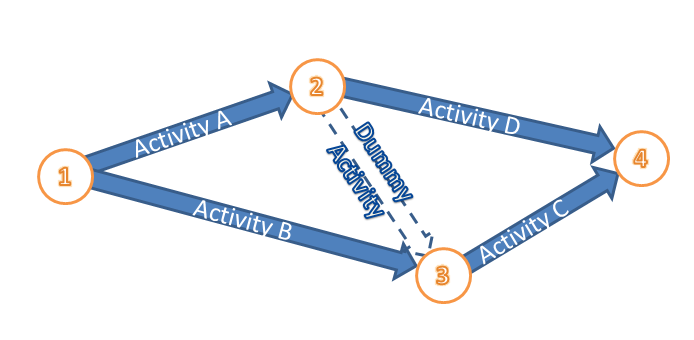
Ejemplo del método del diagrama de flechas

ADM o Método del Diagrama de Flechas es una técnica de red de proyecto donde las actividades se representan como flechas que indican las dependencias entre los nodos.
Su utilización está cayendo en desuso debido a las ventajas que tiene la representación de actividades mediante nodos, conocida como PDM.
Las ventajas del PDM hicieron que la mayoría de los sistemas de computación desarrollados en los últimos años usen esa representación. 
Las ventajas de PDM frente a ADM son:
- La construcción de la red es mucho más sencilla ya que no requiere actividades ficticias (dummies).
- Su modificación es trivial, frente a las complicaciones que pueden aparecer en ADM.
- Permite introducir demoras en las relaciones, que en ADM implicaría la introducción de una nueva actividad, incluso se pueden usar demoras negativas en el caso en que la sucesora pueda empezar antes de finalizar la precedente.
- Se pueden usar cuatro tipos de precedencias:
  - Fin Comienzo: Para comenzar la actividad debe haberse completado su precedente.
  - Comienzo Comienzo: Para comenzar una actividad debe haber comenzado su precedente.
  - Fin Fin: Para finalizar una actividad debe haberse finalizado su precedente.
  - Comienzo Fin: Para finalizar una actividad debe haber comenzado su precedente.

En cada una pueden usarse además demoras.